# Celama eucompsa
Celama eucompsa är en fjärilsart som beskrevs av Turner 1944. Celama eucompsa ingår i släktet Celama och familjen trågspinnare. Inga underarter finns listade i Catalogue of Life.